# アニー (歌手)
アニー（Annie, 本名Anne Lilia Berge Strand, 1978年11月21日 - ）は、ノルウェー・トロンハイム出身のポップ歌手・ディスクジョッキー。1999年にアンダーグラウンドヒットシングル「The Greatest Hit」でキャリアを開始、デビューアルバム『Anniemal』（2004）で、音楽ブロガーから国際的な評価を得た。

## 来歴
父親は教会のオルガン奏者、母は英語教師。生まれてまもなくにクリスチャンサンドに引っ越す。7歳の時に父が癌で死亡したのち、13歳からベルゲンで育つ。
1993年からインディーズ・バンドで活動を開始。
2004年にリリースしたアルバム『Anniemal』で成功を収め、イギリス・アメリカのツアーも好評を収めた。

## その他
- Röyksoppがプロデュースを担当した。
- シングル曲の「HEARTBEAT」は恋人のDJ ELIOTが心臓発作で他界したのをきっかけに想いを歌った曲2005年のライブにて

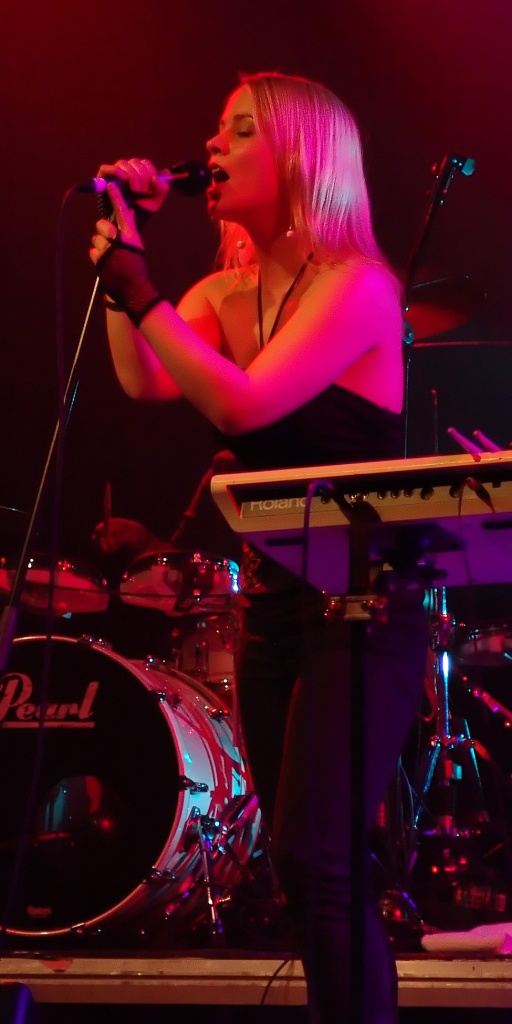
2005年のライブにて

## 作品

### アルバム
- Anniemal (2004)
- Don't Stop (2009)
- Dark Hearts (2020)